# QMK
QMK（Quantum Mechanical Keyboard）は、コンピュータのキーボードを制御するマイクロコントローラ用のオープンソースのファームウェアである。QMK Configuratorは、キーボードレイアウトの設計とファームウェアファイルへの変換を容易にする無料ソフトウェアである。QMK Toolkitは、プログラム可能なキーボードへのファームウェアのフラッシュまたは適用を容易にする無料ソフトウェアである。

## 概要
VIAはQMKを実行するキーボードの設定に使用できるソフトウェアプログラムである。キーを交換したり、キーボードにマクロを実装したりすることができる。

## 外部リン
- 公式ウェブサイト
- “QMK” (英語). GitHub. 2023年4月1日閲覧。
- “Using QMK on RP2040 Microcontrollers” (英語). Adafruit. 2023年3月6日閲覧。